# Юность (памятник, Ульяновск)
Памятник Юность — памятник в Ленинском районе города Ульяновска.

## История
Памятник открыт 11.03.1970 года, на улице Минаева, при торжественном открытие Дворца пионеров и школьников. Скульптура из бронзы и красного гранита, созданная скульптором Ангелиной Филипповой в соавторстве с супругом Иулианом Рукавишниковым.
Памятник изображён в филателии:
- Министерство связи СССР выпустило в 1974 г. г. почтовый конверт ХМК СССР. Ульяновск. Дворец пионеров и школьников и скульптура Юность[4].
- ХМК СССР, 1979 г. Ульяновск. Дворец пионеров[5].
- ХМК СССР, 1991 г. Ульяновск. Всероссийская юношеская филвыставка, Скульптура «Юность», со спецгашением[6].

## Галерея

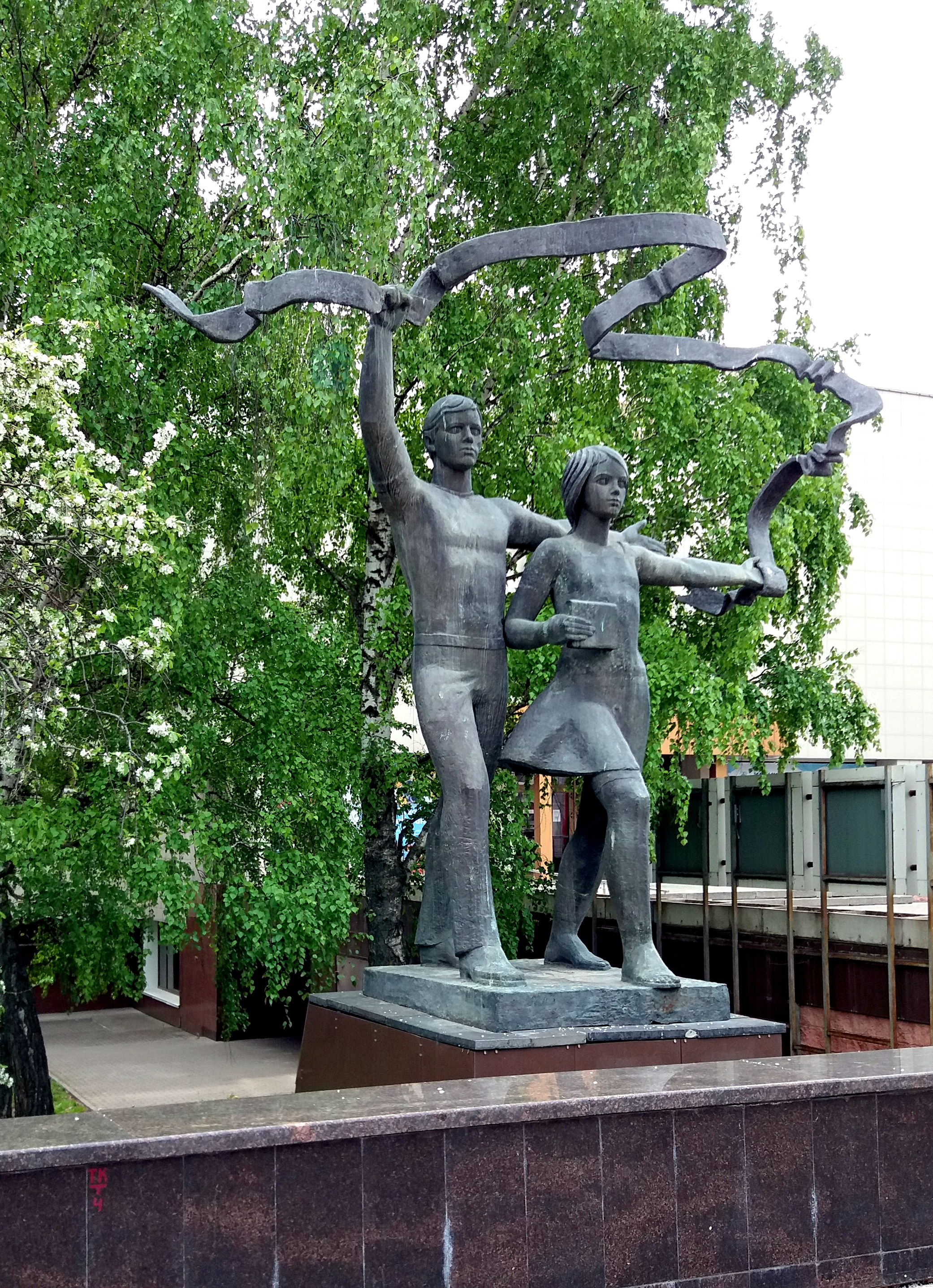
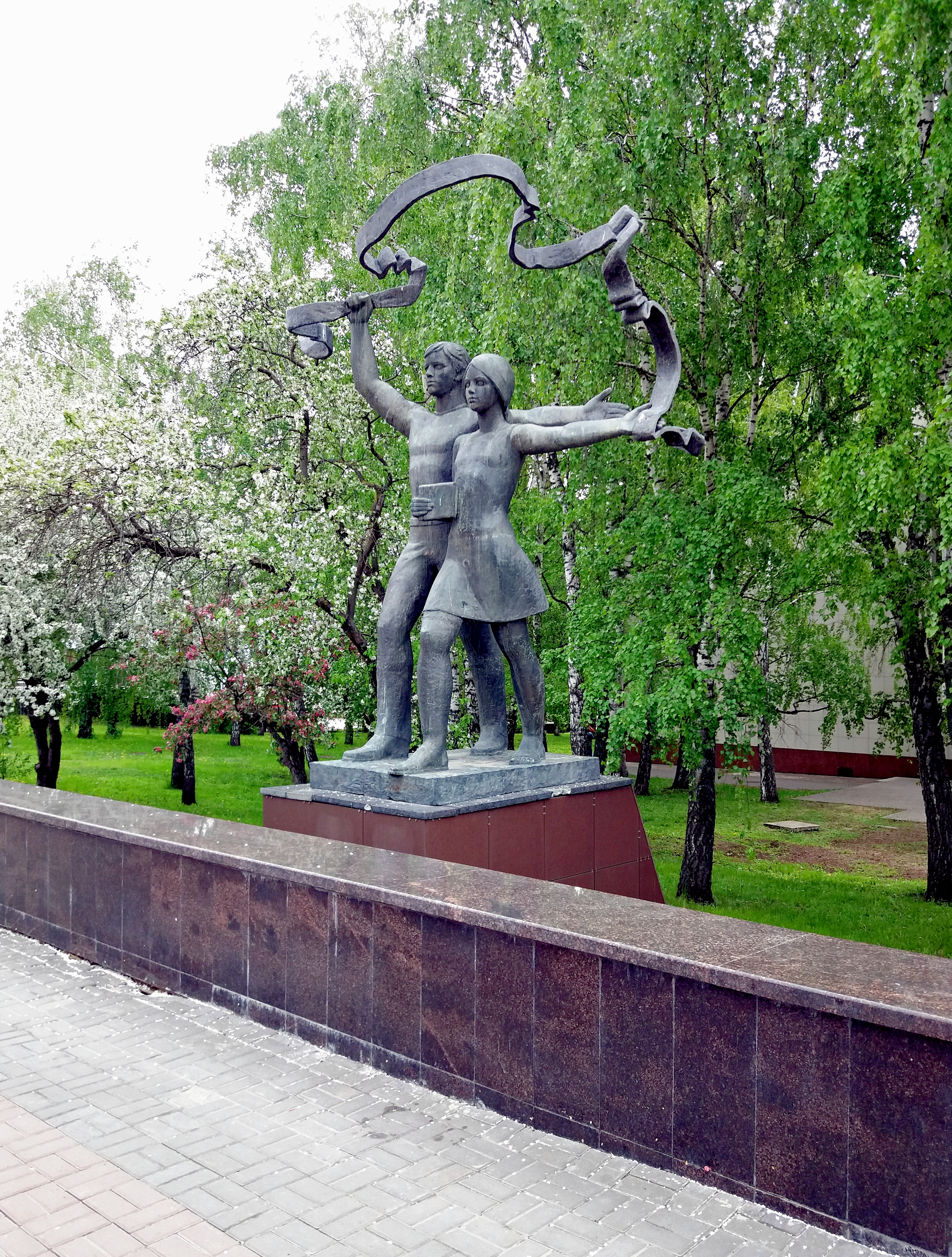
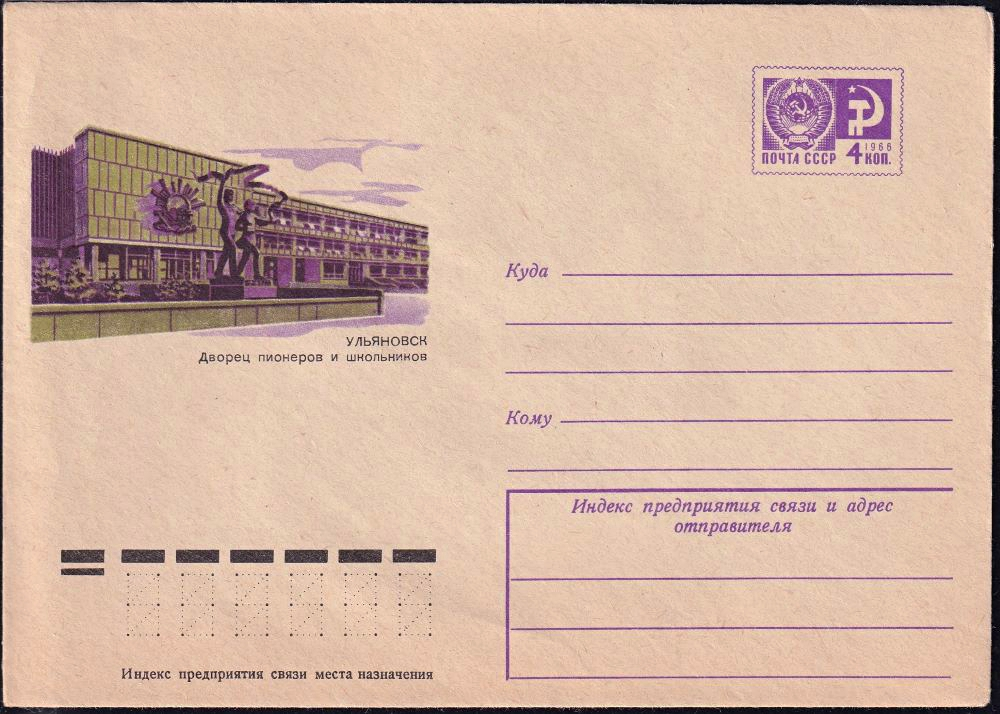
ХМК СССР, 1974. Ульяновск. Дворец пионеров и школьников.
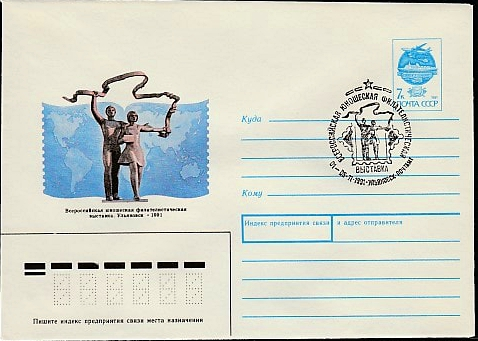
ХМК со спецгашением. Всероссийская юношеская филвыставка, 1991 год, Ульяновск.